# St. Vincent's-St. Stephen's-Peter's River
St. Vincent's-St. Stephen's-Peter's River es un pueblo canadiense situado en la provincia de Terranova y Labrador.

## Superficie
St. Vincent's-St. Stephen's-Peter's River tiene una superficie de 86,62 km².

## Demografía
En 2021, tenía 263 habitantes, una densidad poblacional de 3 hab./km², y 207 viviendas.